# Jean VII de Bueil
Pour les autres membres de la famille, voir Famille de Bueil.
Pour les articles homonymes, voir Jean de Bueil, Bueil et Jean VII.
Jean VII (ou VIII) de Bueil (avt 1563 - mort en 1638), comte de Sancerre (Jean VI, 1563-1628), grand échanson de France et chevalier des ordres du roi, fils de Louis IV et de Jacqueline de La Trémouille († 1599), baronne de Marans, de Sainte-Hermine, de Brandois, de La Mothe-Achard, fille de François, vicomte de Thouars. 
Jean VI devient comte de Sancerre en 1563. Il servit Henri III et Henri IV durant les troubles du royaume, mena à ses frais, cent gentilshommes au siège de Paris (1588), et défit un corps de ligueurs, proche de Gergeau. Le bail de la terre de Sancerre est alors de treize mille quatre cents livres.
Il est comte en titre lors du siège de Sancerre de 1573. Par la suite, Jean VII autorisa la communauté protestante à édifier un temple, à l'intérieur de la ville de Sancerre, inauguré le 15 avril 1610.
Il épouse Anne de Daillon, fille de Gui de Daillon, comte du Lude, le 6 mars 1583. Jean et Anne ont un fils, René de Bueil.